# Programa de Ação Econômica do Governo
O Programa de Ação Econômica do Governo (PAEG) foi um conjunto de diretrizes estratégicas, no campo da política econômica, do primeiro governo Humberto Castelo Branco, que durou de novembro de 1964 a março de 1967, e foi apresentado por Roberto Campos - titular do Ministério Extraordinário para o Planejamento e Coordenação Econômica criado em maio de 1964. A noção de planejamento que norteou o PAEG considerava que haveria uma maior eficiência do sistema de preços a partir de uma ação complementar do Estado que compatibilizasse a predominância da livre empresa e dos mecanismos de mercado com a sistemática de planejamento.

## Objetivos
O PAEG, dentro do seu propósito básico de estabilização, desenvolvimento e reforma democrática, apresentou como objetivos:
- Acelerar o ritmo de desenvolvimento econômico do país interrompido no biênio 1962-1963;
- Conter progressivamente o processo inflacionário durante 1964 e 1965 objetivando um razoável equilíbrio dos preços a partir de 1966;
- Atenuar os desníveis econômicos setoriais e regionais e as tensões criadas pelos desequilíbrios sociais mediante a melhoria das condições de vida;
- Assegurar, pela política de investimentos, oportunidades de emprego produtivo à mão de obra que continuamente aflui ao mercado de trabalho;
- Corrigir a tendência a déficits descontrolados do balanço de pagamentos, que ameaça a continuidade do processo de desenvolvimento econômico, pelo estrangulamento periódico da capacidade para importar.

## Instrumentos
Os instrumentos privilegiados pelo PAEG para a consecução destes objetivos foram:
1. Uma política financeira compreendendo uma política de redução do déficit de caixa governamental de modo a aliviar progressivamente a pressão inflacionária dele resultante e a fortalecer, pelo disciplinamento do consumo e das transferências do setor público e pela melhoria da composição da despesa, a capacidade de poupança nacional; uma política tributária destinada a fortalecer a arrecadação e combater a inflação, corrigindo as distorções de incidência, estimulando a poupança, melhorando a orientação dos investimentos privados e atenuando as desigualdades econômicas regionais e setoriais; uma política monetária condizente com os objetivos da progressiva estabilização dos preços, evitando, todavia, a retração do nível da atividade produtiva e a redução da capacidade de poupança das empresas; uma política bancária destinada a fortalecer o sistema creditício, ajustando-o às necessidades de combate à inflação e de estímulo ao desenvolvimento; e uma política de investimentos públicos orientada de modo que fortalecesse a infraestrutura econômica e social do país, que criasse as economias externas necessárias ao desenvolvimento das inversões privadas e que atenuasse desequilíbrios;
2. Uma política econômica internacional compreendendo uma política cambial e de comércio exterior visando a diversificação das fontes de suprimento e o incentivo das exportações, a fim de facilitar a absorção dos focos setoriais de capacidade ociosa e de estimular o desenvolvimento econômico, com relativo equilíbrio do balanço de pagamentos a mais longo prazo; uma política de consolidação da dívida externa e de restauração do crédito do país no exterior, de modo a aliviar pressões de curto prazo sobre o balanço de pagamentos; e uma política de estímulo ao ingresso de capitais estrangeiros e de ativa cooperação técnica e financeira com agências internacionais, com outros governos, e, em particular com o sistema multilateral da Aliança para o Progresso, de modo a acelerar a taxa de desenvolvimento econômico; e
3. Uma política de produtividade social compreendendo uma política salarial que assegurasse a participação dos trabalhadores nos benefícios do desenvolvimento econômico mas que permitisse a sincronização do combate à inflação, do lado da procura e dos custos, e que protegesse a capacidade de poupança do país; uma política agrária visando o aumento de produção e o incremento da produtividade na agricultura, e a melhoria das condições de emprego no setor rural; uma política habitacional facilitando a aquisição da casa própria pelas classes menos favorecidas e estimulando a absorção de mão-de-obra não qualificada pela indústria de construção civil; e uma política educacional visando ampliar oportunidades de acesso à educação, racionalizar o emprego dos recursos disponíveis e ajustar a composição do ensino às necessidades técnicas e culturais da sociedade moderna.

## Medidas efetivas
Ao dar prioridade à reversão da tendência declinante do produto interno bruto (PIB) real manifesta em 1962 e 1963, o PAEG propunha que se retomasse durante os próximos dois anos a taxa de aproximadamente 6% anuais de crescimento do produto real médio, que prevaleceu no período 1947-1961, criando condições para elevá-la posteriormente a 7%. A recuperação das taxas de crescimento da economia e a paralela criação de oportunidades de emprego para uma força de trabalho em expansão colocariam a necessidade de um esforço de capitalização que se efetivaria num conjunto de medidas capazes de reforçar a taxa de investimentos, tais como:
- a) concessão de estímulos tributários à reinversão dos lucros das empresas e à formação de economias pessoais, e forte tributação do consumo supérfluo;
- b) fortalecimento das poupanças privadas, através do combate à inflação e da criação de instrumentos mobiliários atrativos às pequenas e médias economias;
- c) implantação de uma política de incentivo ao ingresso de capitais estrangeiros, objetivando o financiamento, por poupanças oriundas do exterior, de cerca de 20% da formação de capital no país;
- d) implantação de esquemas de capitalização compulsória pelos usuários dos serviços de utilidade pública;
- e) reforço da receita tributária da União e compressão da percentagem de suas despesas de custeio e transferência no PIB;
- f) compressão do déficit de custeio de autarquias e sociedades de economia mista, através de uma política de realismo de tarifas e custos, e da racionalização de seus serviços;
- g) adoção de uma política salarial ajustada aos objetivos do programa desinflacionário e consentânea ao esforço de poupança necessário para acelerar o crescimento do produto; e
- h) eliminação dos subsídios cambiais ao consumo de produtos importados.

A recuperação das taxas de crescimento da economia segundo o PAEG encontrava sérios obstáculos nos déficits descontrolados do balanço de pagamentos e na aceleração do processo inflacionário. A restrição do balanço de pagamentos à retomada do crescimento seria superada, na perspectiva do PAEG, por uma política de incentivos à exportação e por uma opção de promover a internacionalização da economia brasileira abrindo-a ao capital estrangeiro, integrando-a ao circuito financeiro internacional e alinhando-a ao sistema norte-americano da Aliança para o Progresso. A aceleração inflacionária, ao se intensificar, conferia uma urgência à adoção de uma política de estabilização de preços que passava, assim, a se colocar como uma condição indispensável à retomada da capacidade de poupança da economia.

## Diagnóstico da inflação brasileira
A inflação brasileira, na perspectiva do PAEG, derivava “da inconsistência da política distributiva, concentrada em dois pontos principais:
a) no dispêndio governamental superior à retirada de poder de compra do setor privado, sob a forma de impostos ou de empréstimos públicos; 
b) na incompatibilidade entre a propensão a consumir, decorrente da política salarial, e a propensão a investir, associada à política de expansão de crédito às empresas”. 
Neste quadro, apontava o PAEG as três causas tradicionais da inflação brasileira: déficits públicos, a expansão do crédito às empresas e as majorações institucionais de salários em proporção superior à do aumento da produtividade, sendo que estas causas conduziriam inevitavelmente à expansão dos meios de pagamento, gerando, destarte, o veículo monetário de propagação da inflação.
O diagnóstico da inflação brasileira formulado pelo PAEG atribuía à inconsistência da esfera distributiva da economia a causa efetiva da inflação, localizando na expansão monetária não um fator autônomo de pressão inflacionária, mas sim o veículo de propagação destas pressões. Este diagnóstico e uma clara opção pelo combate progressivo à inflação delimitavam segundo o PAEG as normas básicas que deveriam nortear o programa desinflacionário a ser seguido pelo governo:
a) o combate à inflação deve partir da progressiva contenção dos déficits governamentais. 
b) a política de salários deverá adaptar-se ao compasso da política monetária, a fim de que os custos não aumentem, proporcionalmente, mais do que a procura. 
c) a política de crédito às empresas será suficientemente controlada para impedir os excessos de inflação de procura mas suficientemente realista para adaptar-se à inflação de custos. 

## Principais características do PAEGe de sua execução
Os experimentos anteriores de política de estabilização de preços no Brasil foram os seguintes: o primeiro programa anti-inflacionário foi implementado pelo ministério econômico composto por Eugênio Gudin, Otávio Gouveia de Bulhões e Clemente Mariani durante o período de agosto de 1954 a maio de 1955; o segundo foi o Programa de Estabilização Monetária levado a cabo no governo Juscelino Kubitschek, de 1958 a meados de 1959, quando foi abandonado em função da ruptura das negociações entre o governo e o Fundo Monetário Internacional; o terceiro se processou no governo Jânio Quadros, em 1961, sob a condução de Clemente Mariani, então ministro da Fazenda; e o quarto se processou no Governo João Goulart, segundo as diretrizes traçadas no Plano Trienal de Desenvolvimento Econômico e Social apresentado em 1962 e implementado a partir de janeiro de 1963 por Celso Furtado (ministro extraordinário para o Planejamento). A condução desse plano, no segundo trimestre de 1963, foi transferida a Francisco de San Tiago Dantas (ministro da Fazenda) e em fins de junho desse mesmo ano foi delegada por curto período de tempo a Carlos Alberto de Carvalho Pinto (novo ministro da Fazenda), pois no início do segundo semestre de 1963 a execução do Plano Trienal foi abandonada pelo governo João Goulart.
A especificidade do PAEG frente a essas experiências se fundou na adoção de uma política salarial de contornos bem definidos. Essa política, segundo o PAEG, se nortearia por três princípios básicos: 
a) manter a participação dos assalariados no produto nacional; 
b) impedir que reajustamentos salariais desordenados realimentem irreversivelmente o processo inflacionário; 
c) corrigir as distorções salariais, particularmente no serviço público federal, nas autarquias e nas sociedades de economia mista controladas pela União. 

### Normas da política salarial
A Circular nº 10, de 19 de junho de 1964, da Presidência da República, traçara as normas da política salarial do governo nos seguintes termos: 
a) que, enquanto se executa o programa anti-inflacionário, os reajustamentos salariais sob controle do governo federal não sejam efetuados com espaçamento inferior a um ano, a partir da última revisão, e que essa norma seja comunicada à Justiça do Trabalho como ponto de vista oficial do governo no que tange ao julgamento dos dissídios coletivos; 
b) que o salário reajustado seja determinado de modo a igualar o salário real médio vigente nos últimos 24 meses, multiplicado a seguir por um coeficiente que traduza o aumento de produtividade estimado para o ano anterior, acrescido da provisão para compensações de resíduo inflacionário porventura admitido na programação financeira do governo, e que o método de reajustamento acima definido seja também comunicado à Justiça do Trabalho, como representando o ponto de vista do Poder Executivo Federal; 
c) que se solicite aos governos dos estados e municípios sua adesão às normas de política salarial do governo federal, bem como a respectiva aplicação nas áreas dos serviços públicos estaduais e municipais, autarquias, sociedades de economia mista e empresas concessionárias do serviço público sob sua jurisdição”. A adoção desta política salarial num quadro de severa repressão às atividades sindicais redundou numa expressiva compressão do salário mínimo real e do salário real médio entre 1964 e 1967. As normas estabelecidas pela Circular nº 10 se estenderam nos anos seguintes aos dissídios do setor privado e só foram objeto de revisão com a promulgação da Lei nº 5.451 de junho de 1968. Essa lei alterou a política salarial até então adotada eliminando as sub-estimativas do resíduo inflacionário e, portanto, atenuando por esta via a deterioração do salário real.

### Políticas monetária e fiscal
A formulação e condução das políticas monetária e fiscal também conferiram especificidade ao PAEG, pois em função das bases do seu programa desinflacionário verificou-se: 
a) no campo fiscal, um incremento imediato dos impostos diretos e indiretos, que resultou, entre 1964 e 1966, numa expressiva redução do déficit público enquanto proporção do PIB. Neste campo também processou-se uma substantiva alteração na forma de financiamento do déficit público, que deixou de ser financiado por emissões de papel moeda e passou, em 1965, a ter 55% de seu montante financiado por operações de venda de títulos de dívida pública — obrigações reajustáveis do Tesouro Nacional (ORTNs) — e, em 1966, a ser totalmente financiado por estes empréstimos junto ao público; e:
b) no campo monetário-creditício, a partir do segundo trimestre de 1964, uma expansão da liquidez paralela à expansão dos preços. No último trimestre deste ano ocorreu no entanto um primeiro aperto na liquidez da economia brasileira. No ano de 1965, as políticas monetária e creditícia atuaram no sentido de elevar substancialmente os índices de liquidez real, situando-os sempre acima da taxa de crescimento dos preços. Este comportamento da política monetária derivou fundamentalmente de sua incapacidade em esterilizar o influxo de moeda gerado por um inusitado superávit externo e implicou uma ampliação da liquidez real da economia brasileira que perdurou até o primeiro trimestre de 1966. No segundo trimestre desse ano o comportamento da política monetária inverteu-se e passou a se caracterizar até o final do ano por uma forte contração da liquidez real da economia. Esta contração da liquidez acabou por definir o quadro recessivo da economia brasileira no primeiro trimestre de 1967.
O impacto dessas políticas monetária e fiscal sobre a produção e os preços foi bastante expressivo pois, em 1964, essas políticas promoveram através dos aumentos das tarifas dos serviços públicos, dos aumentos de salários do funcionalismo público civil e militar, da liberação dos aluguéis e de outros preços a instauração da chamada “inflação corretiva” que implicou uma inflação de 90% num quadro de pequena recuperação da produção industrial e de mau desempenho da produção agrícola. Este impacto, em 1965, respondeu por uma inflexão da curva inflacionária, sendo que no primeiro trimestre verificou-se uma ruptura no crescimento dos preços agrícolas e, no segundo trimestre, nos preços industriais. A política fiscal contracionista de 1965 — que elevava impostos e reduzira a despesa do governo associada ao aperto creditício do último trimestre de 1964, respondeu por uma pronunciada desaceleração da produção industrial num quadro de ligeira recuperação da produção agrícola. No primeiro trimestre de 1966 processou-se uma inversão no nível de liquidez real da economia mas a expansão creditícia de 1965, associada à capacidade ociosa acumulada em três anos de estagnação, implicou o expressivo crescimento da produção industrial verificado em 1966, ano no qual a produção agrícola teve um mau desempenho e a inflação continuou, embora menos intensamente do que em 1965, seu movimento descendente. A contração da liquidez real da economia processada no primeiro trimestre de 1966 só se traduziu em indícios de recessão industrial no último trimestre do ano, transferindo para o primeiro trimestre de 1967 a plena configuração de um quadro recessivo.